# Полуоболочная пуля

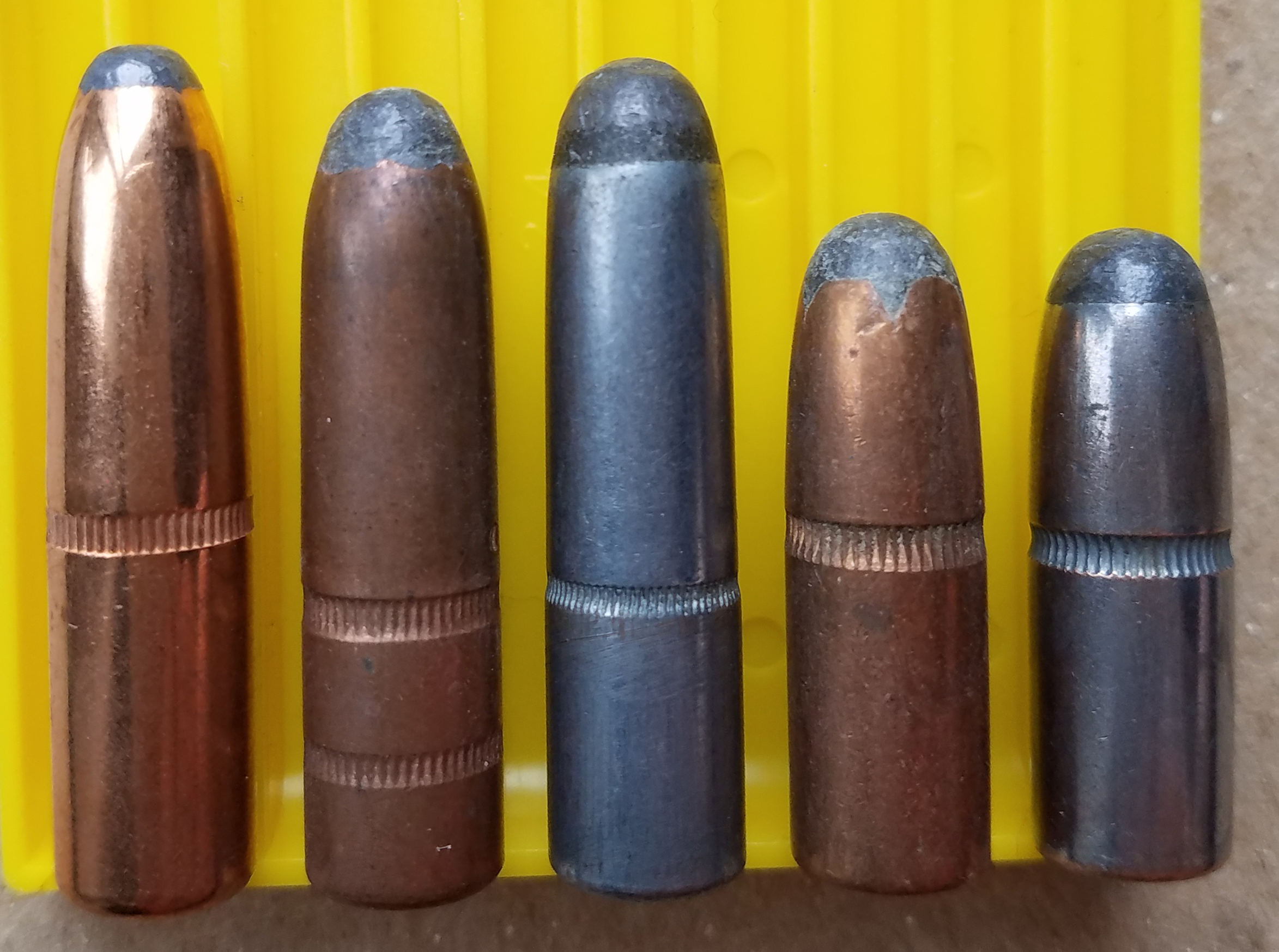
виды soft-point пуль.

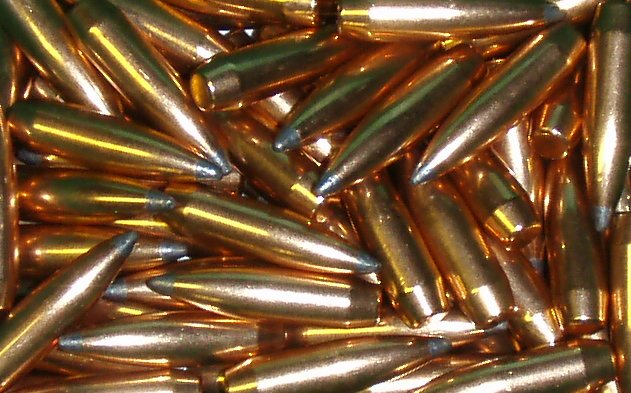
soft point пули для винтовок

Полуоболочечная пуля в разрезе

Полуоболочная пуля (иногда пуля со свинцовым наконечником, дум-дум, англ. Soft-point, SP, JSP) — мягконосые пули с оголением (свинцового) сердечника в головной части, вариант экспансивной пули. Их оболочка, в отличие от армейских пуль, делается сплошной в задней части и открытой в головной, оголяя свинцовую головку. Широко применяются на охоте, так как минимизируют шанс оставления подранка, однако запрещены к применению в боевых действиях, как и любые экспансивные пули.

## Описание
Пули Soft-point имеют ярко выраженную выступающую головку где в центре есть свинец, на глубине находится свинец.
Появились такие пули в начале 1890-х к патрону .303 British, который использовался в винтовках Lee-Metford и, позднее, Lee-Enfield. Их носок был лишён оболочки, то есть они принадлежали к типу пуль, ныне называемых полуоболочечными, или soft point (SP). 
Чаще всего применяются в ружьях и винтовках, реже в пистолетах и револьверах ввиду возможной деформации оголённой свинцовой части.

## Убойность
При попадании в цель такая пуля расширяется и сплющивается, принимая форму гриба и значительно увеличивая свой диаметр. При расширении пуля SP начинает намного быстрее тормозиться и передавать энергию окружающим тканям. Убойная сила такой пули по незащищённой цели может в 6-12 раз превосходить убойную силу обычной цельнометаллической пули (FMJ) за счёт во-первых большего диаметра раневого канала из-за расширения, а во-вторых из-за намного большей переданной энергии окружающим тканям. В сравнении с другими экспансивными пулями, например (HP - hollow point) где носик у пули полый — пуля SP намного больше склонна к деформации и забиванию канала ствола свинцом при выстреле, а значит менее надёжна. К достоинствам пуль soft-point можно отнести практически мгновенное раскрытие, чем у пуль HP, а значит более выраженное мгновенное останавливающее действие, однако глубина проникновения такой пули меньше, чем у hollow point. На убойность пуль SP влияют 2 основных фактора - это скорость в момент попадания в цель и энергия самой пули. Чем выше скорость при попадании, тем сильнее пуля может деформироваться, и тем больше и быстрее пуля сможет отдать цели энергию. Однако на больших дистанциях скорость таких пуль резко падает, от чего они перестают деформироваться, и начинают работать по принципу обычных оболочечных пуль, потому оптимальная дистанция применения обычных винтовочных и автоматных пуль SP (7,62 × 39 мм, 5,45 × 39 мм, 5,56 × 45 мм НАТО, 7,62 × 51 мм НАТО, 7,62 × 54 мм R) — не превышает 200-300 метров. Так же следует учесть, что баллистика пуль SP весьма плохая, так что оптимальная дистанция применения данных пуль не более 200 метров.

## Применение
Широко применяются на охоте в ружьях, винтовках, карабинах и т.д. ввиду большого останавливающего действия и убойной силы по зверю, чтобы минимизировать шанс подранка. Как правило зверь[какой?] поражённый такой пулей редко когда может уйти с места стрела, и как правило погибает на месте ранения, в отличие от оболочечной пули, что исключает возможность его потери. Также пуля soft point если сразу и не убьёт, то сильно шокирует зверя, что предотвращает шанс нападения на охотника разъярённым зверем. К недостаткам пуль софт поинт по сравнению с оболочечными пулями можно отнести очень высокий процент испорченного мяса, т.к. пуля при попадании превращает большую зону возле раневого канала в кровавый фарш, но этот недостаток можно отчасти нивелировать, грамотно подбирая патрон и его мощность под конкретную цель.
Иногда применяются в полицейском оружии — пистолетах, револьверах и т.п, хотя в последнее время вытеснены более надежными пулями hollow point.

патрон .243 win с пулей SP